# Sydney Ringer
Sydney Ringer (Norwich, Lastingham, 1835 – 14 de outubro de 1910 foi um fisiologista e farmacologista inglês, melhor conhecido por sua invenção o soluto de Ringer.